# Hvidmos
Hvidmos (Leucobryum) er en slægt med ca. 150 arter, der mest er udbredt i troperne, men som har to arter i Europa. Det er stedsegrønne, pude- eller tæppedannende planter. Bladene er tæt tilliggende til stænglen, og de har en meget bred midterribbe, som næsten udfylder hele bladpladen. Bladvævet består af 2-10 lag af tomme, luftfyldte celler og 1-3 lag af levende, grønne celler. Den enlige, oprette sporehusstilk bærer det oprette sporehus, der er cylindrisk og kan være spaltet ned til midten.
| Beskrevne arter |

- Almindelig hvidmos (Leucobryum glaucum)
- Lille hvidmos (Leucobryum juniperoideum)

| Andre arter |

- Leucobryum albicans
- Leucobryum albidum
- Leucobryum antillarum
- Leucobryum crispum
- Leucobryum giganteum
- Leucobryum martianum
- Leucobryum polakowskii
- Leucobryum subobtusifolium